# Лютт ун лютт
Лютт ун лютт (нижненемецкий: Lütt un Lütt, «маленький и маленький») — северогерманский алкогольный напиток, состоящий из двух компонентов — аквавита Köm и пива, — которые в ходе потребления напитка нужно смешивать.

## Происхождение и распространение
Лютт ун лютт, это тминная водка кём (Köm, 32 % алкоголя, очищается травами и специями, такими как тмин, семена укропа и иногда немного аниса) и пиво, которые подаются в двух маленьких стаканчиках: 100 мл пива и 10 мл водки (аквавита). Напиток, вероятно, появился в порту Гамбурга и был популярен среди докеров в конце смены. Каждый паб в порту, а также почти все заведения в остальной части города, предлагали лютт ун лютт. В то время его цена всегда была ниже, чем у обычного стакана пива. Есть варианты с похожими названиями и в других городах. Вместо кёма часто используют зерновой бренди Kornbrand или корн. Однако в северной Германии при заказе лютт ун лютт в настоящее время часто подают небольшое пиво (0,2 или 0,3 литра Pilsner) и корн (20 мл, 32 % алкоголя), а затем пьют отдельно.

## Употребление

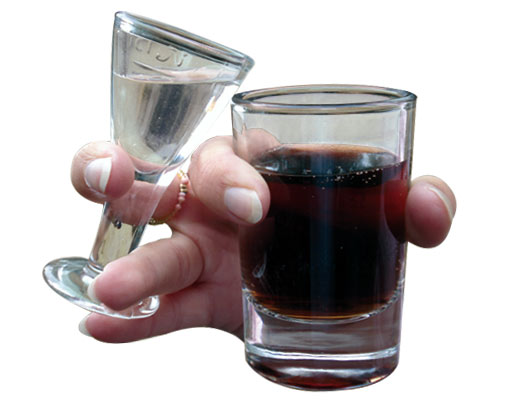
Положение рук при употреблении Lüttje Lage похоже на стиль употребления Лютт ун лютт

Лютт ун лютт пьют одной рукой из двух стаканов одновременно — подобно широко распространённому в Ганновере напитку Lüttje Lage, приготовленному из специального разливного пива верхового брожения Lüttje-Lagen и корна. Пивной стакан держится большим и указательным. Рюмку держат над пивным стаканом средним и безымянным пальцем таким образом, чтобы когда её наклоняют, корн попадал сначала в пиво, а затем в рот.